# ティアゴ・メンデス
ティアゴ・カルドーゾ・メンデス（Tiago Cardoso Mendes, 1981年5月2日 - ）は、ポルトガル・ヴィアナ・ド・カステロ出身の元サッカー選手、現サッカー指導者。現役時代のポジションはミッドフィールダー。
MFとして攻撃的にも守備的にも両方の役割を務めることが出来、イングランド、フランス、イタリア、スペインと欧州の主要4リーグを渡り歩いた。ポルトガル代表としては2000年代の間で約60試合に出場し、FIFAワールドカップに2度、UEFA欧州選手権に1度参加している。

## 選手時代

### クラブ

#### ポルトガル
ヴィアナ・ド・カステロに生まれ、SCブラガでプロキャリアを始めると、ちょうど19歳の時に定位置を掴み27試合に出場し、4位でシーズンを終えることに貢献した。翌2001-02シーズンも引き続き安定したプレーを披露していたところ、2001年1月下旬に同リーグの強豪SLベンフィカへ同僚のアルマンド・サ、リカルド・ローシャと共に引き抜かれた。ベンフィカでの初のフルシーズンとなった翌年は、キャリア最高となる13得点を挙げ2位でシーズンを終えることに貢献し、また、タッサ・デ・ポルトガルで優勝したことでライバルのFCポルトによる歴史的な3冠達成を防ぐことに成功した。

#### チェルシー
2004年7月20日に移籍金1500万ユーロでチェルシーFCと契約を締結、これは同シーズンにジョゼ・モウリーニョ監督が獲得した6番目の選手となった（これには、他に3人のポルトガル人選手が含まれている）。加入してすぐさま中心選手の1人となり、デビュー戦となった8月24日にアウェイのクリスタル・パレスFC戦で初得点を挙げ、リーグ優勝決定後の5月10日にマンチェスター・ユナイテッドFC戦（アウェイ3-1勝利）で長距離から得点を挙げている。
ティアゴは3人の中盤の一角としてクラブを支え、同シーズンのリーグ戦に4試合を除く34試合4得点を記録。全公式戦では51試合に出場し、フットボールリーグカップのタイトルを獲得。また、リーグ戦出場34試合中で敗戦したのは1試合のみ（2004年10月16日のマンチェスター・シティFC戦（0-1敗北））と損失割合にすると2.94%で、これは最低20試合以上に出場した選手の中で最も低い割合だった。このように主力の1人としてスタンフォード・ブリッジでの生活は成功したかに思われたが、翌シーズンにオリンピック・リヨンからガーナ代表のマイケル・エッシェンが加入した影響もあり、ティアゴに2年目のシーズンの出場機会が訪れることはなかった。

#### リヨン
2005年8月下旬に移籍金1000万ユーロでリヨンと4年契約を締結。モウリーニョ監督が後に自身がティアゴを手放したことは大きな間違いだったとインタビューで語るほどの活躍をフランス1部の舞台で見せることになる。
エッシェンと入れ替わるような形で加入したリヨンでの1シーズン目は、ジュニーニョ・ペルナンブカーノ、マアマドゥ・ディアッラ、フローラン・マルダらと共に中盤を形成し、主に守備的MFの役割を務めた。UEFAチャンピオンズリーグ 2005-06・PSVアイントホーフェンとのベスト16第2戦（ホーム4-0勝利）で2得点、2006年4月1日のトロワAC戦の決勝点など重要な場面で得点を重ね、リーグ戦で37試合7得点と優れたパフォーマンスを披露した結果、クラブの5連覇達成に貢献した。
ディアッラがレアル・マドリードへ移籍後の2シーズン目は、彼の代役としてジェレミー・トゥラランと共に中盤でより重要な役割を果たすようになった。クープ・ドゥ・ラ・リーグ決勝戦でFCジロンダン・ボルドーに試合終了間際に得点を許したことでタイトル獲得には至らなかったものの、リーグ戦は再び制することに成功。公式戦40試合6得点を記録した。

#### ユヴェントス
2007年6月12日にリヨンのジャン＝ミシェル・オラス会長はティアゴがユヴェントスFCかACミランどちらかへ移籍、つまり退団間近であることを語り、6月21日に移籍金1300万ユーロで正式にユヴェントスと契約を締結した。しかし、加入1シーズン目はGoal.comが選定する最悪な移籍第3位に選出される ほど、そのパフォーマンスは批判された。
2シーズン目開始時にエヴァートンFCからシーズン終了までの期限付き移籍の提案がなされ、クラブ間合意に達したことでプレミアリーグの舞台への復帰の機会を得たが、ティアゴ自身が残留を望み拒否したことで破談となった。そんな中、移籍市場の終了後にティアゴはクラブのジョヴァンニ・コッボリ・ジリ会長を練習場のトイレに閉じ込める事件をおこした（それから約1時間後に主将のアレッサンドロ・デル・ピエロにより同会長は救助された）。その後、クラウディオ・ラニエリ監督の下で連続で先発起用されたことで地位を確立したかに思われた矢先、2008年11月のインテルナツィオナーレ・ミラノ戦で試合開始から程なくして深刻な膝の負傷によりピッチを後にし、2ヶ月の離脱を余儀なくされた。
1月のSSラツィオ戦で復帰するも、ラニエリ監督はモハメド・シソッコと新たに台頭してきた若手のクラウディオ・マルキジオを中盤中央の中心選手に据えていたため、この2人とさらにクリスティアーノ・ザネッティよりティアゴの序列は下となっていた。その後、シソッコとマルキジオが負傷したことで再び先発の座を掴んだが、4月のイタリアダービー（ホーム1-1）で一発退場したことやクリスティアン・ポウルセンの存在も相まって以降の出場機会は限られた。
2009-10シーズンになるとジエゴ、フェリペ・メロと中盤の選手が加入し、さらにポジション争いが激化する中でなかなか出番を得られず、チーロ・フェラーラ監督の下でのリーグ前半戦の出場試合数が僅か7試合と再び控えの状態となった。

#### アトレティコ・マドリード
2010年1月8日に買取りオプション付きでアトレティコ・マドリードへシーズン終了までの期限付き移籍が決定。ベンフィカ時代の同僚シモン・サブローザと再会を果たした。アトレティコでは、加入してすぐさまラウール・ガルシアからポジションを奪い、キケ・フローレス監督の下で主力としてリーグ戦18試合とカップ戦5試合に出場し、チームの復調とコパ・デル・レイ決勝進出に一役買った。1月21日にコパ・デル・レイのセルタ・デ・ビーゴ戦（ホーム1-1, 2試合合計2-1勝利）で実に3シーズンぶりとなる得点を挙げている（その後のリーグ戦でも得点を記録）。また、クラブはUEFAヨーロッパリーグ 2009-10を制しているが、ユヴェントス在籍時にUEFAチャンピオンズリーグ 2009-10に出場していたため出場資格がなかった。
2009-10シーズン終了後にアトレティコへの完全移籍を希望するも、最終的に再度シーズン終了までの期限付き移籍が決定。2010-11シーズンも昨シーズンと同様にラウール・ガルシアを抑え主力としてプレーし、マラガCF戦（アウェイ3-0勝利）での2得点（両方とも頭）を含めリーグ戦で4得点を記録。UEFAヨーロッパリーグ 2011-12の3次予選の出場権獲得に貢献した。
ユヴェントスとの契約解除を経て、2011年7月20日にアトレティコへ2年契約で完全移籍を果たした。2011-12シーズン途中にグレゴリオ・マンサーノ監督からディエゴ・シメオネ監督に交代後も変わらず主力として起用されUEFAヨーロッパリーグ 2011-12決勝進出に貢献するも、バレンシアCFとの準決勝2ndレグでロベルト・ソルダードに対する行為から一発退場処分となり、ブカレストで優勝が決定した瞬間をピッチ上で味わえなかった。
2016-17シーズンは怪我の影響もあり、公式戦15試合の出場にとどまり1ゴールを記録した。ラ・リーガ最終節アスレティック・ビルバオ戦で、先発出場を果たし後半43分までの出場となった。その試合を最後に現役引退をした。同試合は、アトレティコのホームスタジアムであったビセンテ・カルデロンでの公式戦最後の試合で、交代時にティアゴはスタンディングオベーションで送られた。

### 代表
ポルトガルの世代別代表を経て、2002年11月にスコットランドとの親善試合でA代表初出場を飾った。以降を定期的に招集され、UEFA EURO 2004のメンバーに選出されたものの出番は訪れなかった。
フランスにプレーの場を移して以降、中盤のポジションを掴み、2006 FIFAワールドカップ・ヨーロッパ予選突破に貢献。背番号19番を付け出場した本大会では、負傷で度々試合を欠場したデコに代わり出場し、フランスとの準決勝まで5試合に出場した。
2007年3月のセルビア戦で代表初得点を挙げ、同試合の最優秀選手に選出される活躍を見せたが、クラブでの不調の影響もありUEFA EURO 2008のメンバーから落選した。以降、暫く遠ざかっていたが2008年11月に代表復帰を果たした。
2010 FIFAワールドカップではメンバーに選出された。初戦のコートジボワール戦（0-0）はデコに代わり後半からの出場だったが、第2戦の北朝鮮戦（7-0勝利）でデコを控えに追いやり先発起用されると2得点を挙げた。以降、ベスト16のスペイン戦まで先発起用された。
2011年1月17日に若手にチャンスを与えたいという理由から代表引退を表明。代表通算58試合3得点を記録した。
2014年10月、新たに監督に就任したフェルナンド・サントスによって4年ぶりに代表に招集され、復帰した。

## 指導者
2017-18シーズンからアトレティコのアシスタントコーチに就任し、シメオネ監督の下で指導者としての道をスタートさせた。
2020-21シーズンから、ヴィトーリア・ギマランイスの監督を務める。

## タイトル
クラブ
ベンフィカ
- タッサ・デ・ポルトガル 2003-04

チェルシー
- プレミアリーグ 2004-05
- フットボールリーグカップ 2004-05
- FAコミュニティ・シールド 2005

リヨン
- リーグ・アン 2005-06, 2006-07
- トロフェ・デ・シャンピオン 2005, 2006

アトレティコ・マドリード
- プリメーラ・ディビシオン 2013-14
- コパ・デル・レイ 2012-13
- スーペルコパ・デ・エスパーニャ 2014
- UEFAヨーロッパリーグ 2009-10, 2011-12
- UEFAスーパーカップ 2010, 2012

## 個人成績

### クラブ
| クラブ                          | シーズン     | リーグ戦           | リーグ戦 | リーグ戦 | 国内カップ | 国内カップ | リーグカップ | リーグカップ | 国際大会 | 国際大会 | その他 | その他 | 合計 | 合計 |
| クラブ                          | シーズン     | ディヴィジョン     | 出場     | 得点     | 出場       | 得点       | 出場         | 得点         | 出場     | 得点     | 出場   | 得点   | 出場 | 得点 |
| ------------------------------- | ------------ | ------------------ | -------- | -------- | ---------- | ---------- | ------------ | ------------ | -------- | -------- | ------ | ------ | ---- | ---- |
| ブラガ                          | 1999-00      | プリメイラ・リーガ | 18       | 1        | 1          | 0          | -            | -            | -        | -        | -      | -      | 19   | 1    |
| ブラガ                          | 2000-01      | プリメイラ・リーガ | 27       | 0        | 1          | 0          | -            | -            | -        | -        | -      | -      | 28   | 0    |
| ブラガ                          | 2001-02      | プリメイラ・リーガ | 17       | 3        | 3          | 0          | -            | -            | -        | -        | -      | -      | 20   | 3    |
| ブラガ                          | クラブ通算   | クラブ通算         | 62       | 4        | 5          | 0          | 0            | 0            | 0        | 0        | 0      | 0      | 67   | 4    |
| ベンフィカ                      | 2001-02      | プリメイラ・リーガ | 15       | 1        | 3          | 0          | -            | -            | -        | -        | -      | -      | 18   | 1    |
| ベンフィカ                      | 2002-03      | プリメイラ・リーガ | 31       | 13       | 0          | 0          | -            | -            | -        | -        | -      | -      | 31   | 13   |
| ベンフィカ                      | 2003-04      | プリメイラ・リーガ | 29       | 5        | 5          | 3          | -            | -            | 9        | 3        | -      | -      | 43   | 11   |
| ベンフィカ                      | クラブ通算   | クラブ通算         | 75       | 19       | 8          | 3          | 0            | 0            | 9        | 3        | 0      | 0      | 92   | 25   |
| チェルシー                      | 2004-05      | プレミアリーグ     | 34       | 4        | 2          | 0          | 4            | 0            | 11       | 0        | -      | -      | 51   | 4    |
| オリンピック・リヨン            | 2005-06      | リーグ・アン       | 29       | 5        | 0          | 0          | 4            | 0            | 8        | 2        | -      | -      | 37   | 7    |
| オリンピック・リヨン            | 2006-07      | リーグ・アン       | 27       | 4        | 0          | 0          | 3            | 0            | 8        | 2        | -      | -      | 38   | 6    |
| オリンピック・リヨン            | クラブ通算   | クラブ通算         | 56       | 9        | 0          | 0          | 3            | 0            | 16       | 4        | 0      | 0      | 75   | 13   |
| ユヴェントス                    | 2007-08      | セリエA            | 20       | 0        | 0          | 0          | -            | -            | -        | -        | -      | -      | 20   | 0    |
| ユヴェントス                    | 2008-09      | セリエA            | 15       | 0        | 0          | 0          | -            | -            | 3        | 0        | -      | -      | 18   | 0    |
| ユヴェントス                    | 2009-10      | セリエA            | 7        | 0        | 0          | 0          | -            | -            | 3        | 0        | -      | -      | 10   | 0    |
| ユヴェントス                    | クラブ通算   | クラブ通算         | 42       | 0        | 0          | 0          | 0            | 0            | 6        | 0        | 0      | 0      | 48   | 0    |
| アトレティコ・マドリード (loan) | 2009-10      | プリメーラ         | 18       | 2        | 5          | 1          | -            | -            | -        | -        | -      | -      | 23   | 3    |
| アトレティコ・マドリード (loan) | 2010-11      | プリメーラ         | 31       | 4        | 2          | 1          | -            | -            | 6        | 1        | -      | -      | 39   | 6    |
| アトレティコ・マドリード        | 2011-12      | プリメーラ         | 24       | 0        | 0          | 0          | -            | -            | 8        | 0        | -      | -      | 32   | 0    |
| アトレティコ・マドリード        | 2012-13      | プリメーラ         | 22       | 2        | 3          | 0          | -            | -            | 5        | 0        | -      | -      | 30   | 2    |
| アトレティコ・マドリード        | 2013-14      | プリメーラ         | 23       | 2        | 3          | 0          | -            | -            | 7        | 0        | 0      | 0      | 33   | 2    |
| アトレティコ・マドリード        | 2014-15      | プリメーラ         | 31       | 5        | 1          | 0          | -            | -            | 4        | 0        | 1      | 0      | 37   | 5    |
| アトレティコ・マドリード        | 2015-16      | プリメーラ         | 14       | 1        | 0          | 0          | -            | -            | 5        | 0        | 0      | 0      | 19   | 1    |
| アトレティコ・マドリード        | 2016-17      | プリメーラ         | 12       | 1        | 0          | 0          | -            | -            | 3        | 0        | 0      | 0      | 15   | 1    |
| アトレティコ・マドリード        | クラブ通算   | クラブ通算         | 175      | 17       | 14         | 2          | 0            | 0            | 38       | 1        | 1      | 0      | 228  | 20   |
| キャリア通算                    | キャリア通算 | キャリア通算       | 445      | 52       | 29         | 5          | 7            | 0            | 80       | 8        | 1      | 0      | 561  | 64   |

## 代表歴

### 出場大会
- ポルトガル代表

2004年 - UEFA EURO 2004 （準優勝）
2006年 - 2006 FIFAワールドカップ (4位)
2010年 - 2010 FIFAワールドカップ

### 試合数
- 国際Aマッチ 66試合 3得点（2002年-2015年）[25]

| ポルトガル代表 | 国際Aマッチ | 国際Aマッチ |
| 年             | 出場        | 得点        |
| -------------- | ----------- | ----------- |
| 2002           | 1           | 0           |
| 2003           | 4           | 0           |
| 2004           | 7           | 0           |
| 2005           | 8           | 0           |
| 2006           | 12          | 0           |
| 2007           | 6           | 1           |
| 2008           | 1           | 0           |
| 2009           | 9           | 0           |
| 2010           | 10          | 2           |
| 2014           | 4           | 0           |
| 2015           | 4           | 0           |
| 通算           | 66          | 3           |